# Tornadoen
Tornadoen (originaltitel The Tornado) er en amerikansk stumfilm fra 1924 instrueret af King Baggot.

## Medvirkende
- House Peters som Tornado
- Ruth Clifford som Ruth Travers
- Richard Tucker som Ross Travers
- Snitz Edwards som Pewee
- Dick Sutherland som Gorilla
- Jack Morgan som Hurricane
- Kate Price som Emily
- Charlotte Stevens som Molly Jones
- Fred Gamble som Pa Jones